# Eierlegende Zahnkarpfen
Die Einteilung der Lebewesen in Systematiken ist kontinuierlicher Gegenstand der Forschung. So existieren neben- und nacheinander verschiedene systematische Klassifikationen. 
Das hier behandelte Taxon ist durch neue Forschungen obsolet geworden oder ist aus anderen Gründen nicht Teil der in der deutschsprachigen Wikipedia dargestellten Systematik.
Bei den Eierlegenden Zahnkarpfen (auch Killifische) handelt es sich um die eierlegenden Arten der Zahnkärpflinge (Cyprinodontiformes), die den Großteil dieser Ordnung ausmachen. Lediglich die Familie Poeciliidae, die Unterfamilie Goodeinae, die Gattung Anableps und die Gattung Jenynsia sind lebendgebärend.
Der Name Killifisch leitet sich vom altniederländischen Wort "kil" ab, welches kleine Wasseransammlungen oder Wiesengräben bezeichnet. In der Umgebung des heutigen New York fand der Deutsche David Johann Schoepf im Jahr 1788 Fundulus heteroclitus in solchen kleinen Gewässern und bezeichnete sie deshalb als "Killifish". Der Begriff wird heute für alle Eierlegenden Zahnkarpfen verwendet.

## Unterteilung
Die Klasseneinteilung ist heute aus phylogenetischer Sicht veraltet. Die Namen haben aber noch große Bedeutung unter Aquarianern. Im Gegensatz zu den Lebendgebärenden Zahnkarpfen sind die Eierlegenden Zahnkarpfen Exoten, die man meist nur in spezialisierten Fachgeschäften bekommt. In der „Deutschen Killifisch Gemeinschaft“ sind viele Liebhaber dieser Fische auch organisatorisch verbunden.
Für verschiedene Gruppen von Killifischen haben sich in der Aquaristik Sammelbezeichnungen etabliert, die jedoch keine Bezeichnung eines Taxons sind.
Derartige Gruppen sind
- die Andenkärpflinge mit der Familie Orestiidae
- die Bachlinge mit den nicht-anuellen Arten der Familie Rivulidae
- die Hechtlinge mit den Gattungen Aplocheilus, Epiplatys und Pachypanchax
- die Leuchtaugenfische mit den Familien Pantanodontidae, Procatopodidae, Fluviphylacidae und der Gattung Oxyzygonectes
- die Nordamerikanischen Killifische mit den Familien Cyprinodontidae, Fundulidae, Profundulidae und der Unterfamilie Empetrichthyinae
- die Prachtkärpflinge mit den Gattungen Aphyosemion, Episemion, Fenerbahce, Foerschichthys, Fundulopanchax, Raddaella
- die Prachtgrundkärpflinge mit den Gattungen Fundulosoma, Nothobranchius und Pronothobranchius;
- die Mittelmeerkärpflinge mit den Familien Aphaniidae und Valenciidae
- die Roloffia-Gruppe mit den Gattungen Archiaphyosemion, Callopanchax, Nimbapanchax und Scriptaphyosemion
- die Südamerikanischen Saisonfische mit den anuellen Arten der Familie Rivulidae

## Verbreitung
Eierlegende Zahnkarpfen kommen in über 770 Arten auf allen Kontinenten mit Ausnahme Australiens vor.
Mittelmeerkärpflinge kommen nur in den Regionen rund um das Mittelmeer vor, dort besiedeln sie auch Brackwasserbiotope.
Die farbenprächtigsten Arten stammen aus den tropischen Gebieten Afrikas und Amerikas, wo die meisten kleine Bäche und Rinnsale besiedeln. Einige der afrikanischen und amerikanischen Arten sind Saisonfische, d. h., sie leben nur in der Regenzeit und legen Dauereier, die die Trockenzeit überstehen, während sie selbst am Ende der Regenzeit verenden. Sie leben auch in stehenden Gewässern. Innerhalb des abgelegten Laiches gibt es meist auch eine (exponentiell abnehmende) Anzahl Eier, die zur Sicherheit auch weitere Trockenheit überstehen können. Das ist jedoch von Art zu Art verschieden. Die maximale Lagerzeit kann bis zu drei Jahren betragen.

## Killifische in der Aquaristik
Insbesondere männliche Killifische sind äußerst farbintensiv und schön gezeichnet, was ihre Beliebtheit bei Aquarianern erklärt.
Die meisten Killifische leben einzelgängerisch. Sie sind sowohl gegenüber Artgenossen als auch gegenüber artfremden Fischen recht aggressiv, weswegen sie vorzugsweise in einem Artbecken gehalten werden sollten. Dort empfiehlt sich die Haltung von einem Männchen mit mehreren Weibchen. In größeren Becken ist meist auch die Vergesellschaftung von mehreren Männchen möglich.
Die Leuchtaugenfische Afrikas sind jedoch Schwarmfische und deutlich besser verträglich (allerdings auch weniger farbenfroh).
Alle Killifische sind Warmwasserfische, die meisten bevorzugen Temperaturen um 23 °C. Ausnahmen sind einige amerikanische Arten (Wüstenkärpflinge), die teilweise an Temperaturen über 35 °C angepasst sind und damit recht außergewöhnliche ökologische Nischen besetzen.
Ein Großteil der Killifische zeichnet sich durch hohe Springfreudigkeit aus. Jungfische, besonders der afrikanischen Nothobranchius-Gruppe, aber auch anderer, besitzen eine sehr hohe Wachstumsgeschwindigkeit. Sie kann unter günstigen Bedingungen drei bis vier Wochen vom Schlupf bis zur Geschlechtsreife betragen. Je nach Umweltbedingungen können extrem verschobene Geschlechterverhältnisse auftreten. Alle Fundulupanchax-Arten sind untereinander kreuzbar.
Den Umstand der Dauereier nutzt man in der Aquaristik, indem diese – in angefeuchtetem Torf verpackt – bequem mit der Post an andere Aquarianer weltweit verschickt werden können.